# Alfred Cobban
Alfred Cobban (* 24. Mai 1901 in London; † 1. April 1968 ebenda) war ein britischer Historiker. Er befasste sich ausführlich mit der französischen Geschichte.

## Leben
In seinen Arbeiten über die französische Revolution betrachtete Cobban das Bürgertum nicht als kapitalistisch und den Adel als teilweise fortschrittlich. Die revolutionäre Elite erklärte er aus dem Zusammenspiel beider Gruppen. Cobban verwarf die Idee einer bürgerlichen Revolution, indem er das damalige Frankreich als despotisch charakterisierte, nicht als feudal.
Cobban lehrte unter anderem am University College London.

## Werk (Auswahl)
- A History of Modern France (1961)